# كسكير
كَسْكِير أو عمياء (الاسم العلمي: Excoecaria)، جنس نباتات من فصيلة الفربيونية، وصفه لينيوس رسميًا عام 1759. الجنس موطنه المناطق المدارية في العالم القديم (أفريقيا، وجنوب آسيا، وشمال أستراليا، والجزر المحيطية المختلفة).

## أصل التسمية
اسم الجنس، Excoecaria، مشتق من الكلمة اللاتينية excaeco، والتي تعني «أعمى» وتشير إلى عصارة النبات التي يمكن أن تسبب العمى المؤقت.